# Upernavik Kujalleq Helistop
Upernavik Kujalleq Helistop (IATA: , ICAO: BGKL) er en grønlandsk flyveplads beliggende i Upernavik Kujalleq (Søndre Upernavik) med et gruslandingsområde på 20 m x 30 m. I 2008 var der 296 afrejsende passagerer fra flyvepladsen fordelt på 87 starter (gennemsnitligt 3,40 passagerer pr. start).
Upernavik Kujalleq Helistop drives af Mittarfeqarfiit, Grønlands Lufthavnsvæsen. Statens Luftfartsvæsen fører tilsyn med flyvepladsen.

## Eksterne links
- AIP for BGKL fra Statens Luftfartsvæsen Arkiveret 8. marts 2012 hos  Wayback Machine